# Palárikovo
Palárikovo, jusqu'en 1948 Slovenský Meder (en allemand : Obermarkt ; en hongrois : Tótmegyer) est une commune du district de Nové Zámky, dans la région de Nitra, en Slovaquie.

## Histoire
La première mention écrite du village date de 1221.

## Démographie

### Évolution de la population
| Année:               | 1994. | 2004.   | 2014.   | 2024.   |
| -------------------- | ----- | ------- | ------- | ------- |
| Nombre de personnes: | 4385  | 4398    | 4301    | 4203    |
| Différence:          |       | +0,29 % | -2,20 % | -2,27 % |

| Année:               | 2023. | 2024.   |
| -------------------- | ----- | ------- |
| Nombre de personnes: | 4224  | 4203    |
| Différence:          |       | -0,49 % |

## Anciens noms
Liste des noms porté par le village depuis 1773:
- 1773, 1786 : Megyer
- 1808 : Tót-Megyer
- 1863–1913, 1938–1945 : Tótmegyer
- 1920 : Slovenský Meder, 1927–1938
- 1945–1948 : Slovenský Meder, Tót-Megyer
- 1948 : Palárikovo

## Jumelage
- Zubří (Tchéquie)